# Déférasirox
Le déférasirox, commercialisé sous le nom d'Exjade, est un chélateur du fer possédant une forte affinité pour le fer trivalent. Il s'agit d'un ligand tridenté, fixant le fer avec une haute affinité, dans une proportion de 2:1. Il favorise l'excrétion du fer essentiellement par la bile. Le déférasirox a une faible affinité pour le zinc et le cuivre et n'altère pas les faibles taux sériques constants de ces métaux.

## Indication
Le déférasirox est utilisé dans la prise en charge de surcharges en fer. Son utilisation principale est de réduire la surcharge chronique en fer chez les patients qui reçoivent des transfusions sanguines à long terme pour des conditions telles que la bêta-thalassémie et d'autres anémies chroniques, lorsque le traitement par déféroxamine est contre-indiqué ou inadapté.